# Округ Минидока (Ајдахо)
Минидока (енгл. Minidoka County) је округ у америчкој савезној држави Ајдахо.

## Демографија
По попису из 2010. године број становника је 20.069, што је 105 (-0,5%) становника мање 2000. године.
| Група             | 2000.          | 2010.          |
| Белци             | 14.552 (72,1%) | 13.095 (65,2%) |
| Афроамериканци    | 53 (0,3%)      | 77 (0,4%)      |
| Азијати           | 84 (0,4%)      | 88 (0,4%)      |
| Хиспаноамериканци | 5.137 (25,5%)  | 6.493 (32,4%)  |
| Укупно            | 20.174         | 20.069         |